# Мемфіс Мінні
Мемфіс Мінні (Memphis Minnie, справжнє ім'я Ліззі Даґлас, 3 червня 1897 — 6 серпня 1973) - американська блюзова співачка, гітаристка, автор пісень.

## Кар'єра
Ліззі Даґлас народилася 3 червня 1897 року в Алжирі, Луїзіана і виросла на фермі. У 1904 році Даґласи переїхали до , що на півночі Міссісіпі. Наступного року на день народження Ліззі подарували гітару, на якій вона швидко навчилась грати. Обдарована Ліззі почала грати на місцевих вечірках, виступаючи як Мала Даглас ("Kid" Douglas), а пізніше втекла з дому і стала грати на вулиці, в Черч Парку на Біл Стріт у Мемфісі. У 1910-х – на початку 1920-х Даглас взяла ім’я Мемфіс Мінні і поїхала по Півдню США, виступаючи в шоу цирку .
У кінці 1920-х Мемфіс Мінні виступала з багатьма любительськими групами, граючи на гітарі. Мінні також вступила в громадянський шлюб з , музикантом, з яким вона почала виступати і (пізніше) записуватись. На першому ж сейшені вони записали свій хіт "Bumble Bee", який пізніше записав Мадді Вотерс (під назвою "Honey Bee"), а МакКой став її музичним партнером на наступні шість років. Протягом року після першого сейшену Мінні провела ще з півдесятка сеансів звукозапису, де також перезаписала "Bumble Bee" з групою . Букка Вайт стверджує, що голос Мінні можна почути на його -записах тих часів. До моменту, коли Велика Депресія паралізувала індустрію звукозапису, Мінні встигла записати безліч пісень, які підкреслили її сильний голос і неперевершену техніку гри. Вона, як і її кумир , полюбляла розкіш, приїжджаючи на концерти в дорогих автомобілях і одягаючи на руки браслети, зроблені зі срібних доларів.
У 30-х роках Мінні переїхала до Чикаго, де вона змінює стиль, взявшись за бас та ударні і передбачуючи звук чиказького блюзу 1950-х. Після розриву з Канзасом Джо Мінні вийшла заміж за Ернеста Ловларса (Ernest Lawlars), відомого як "Little Son Joe", і продовжила записуватись на початку 50-х. Через кепське здоров’я в 1958 році вона була змушена повернутися до Мемфісу і відмовитись від музики. Мемфіс Мінні була найпомітнішою і найважливішою жінкою-виконавицею блюзу; її музика дуже сильно вплинула на розвиток цього жанру.
Мемфіс Мінні померла 6 серпня 1973 року в Мемфісі, Теннессі. Її поховали на кладовищі New Hope Cemetery в Уоллсі, Міссісіпі.

## Дискографія

### Альбоми
- 1988 — I Ain’t No Bad Gal
- 1995 (October 10) - Bumble Bee
- 1997 (February 25) - Four Women Blues: The Victor/Bluebird Recordings Of Memphis Minnie, Mississippi Matilda, Kansas City Kitty & Miss Rosie Mae Moore
- 1997 (May 27) - Me & My Chauffeur 1935-1946 (з Little Son Joe)
- 1997 (October 7) - Queen of the Blues
- 1998 (June 19) - Volume 1 (1944-1946)
- 1998 (June 19) - Volume 2 (1946-1947)
- 1999 (August 15) - American Blues Legend
- 1999 (November 23) - Black Widow Stinger: Essential
- 2000 (January 11) - Moonshine
- 2000 (June 6) - Me & My Chauffeur Blues
- 2000 (May 13) - Pickin' the Blues
- 2001 (February 6) - The Essential
- 2002 (January 21) - Crazy Crying Blues
- 2002 (March 20) - Early Rhythm and Blues 1949
- 2002 (July 30) - The Blues: Queen of the Blues: 1929-1941
- 2003 (June 24) - Me and My Chauffeur
- 2003 (November 4) - Queen Of Country Blues
- 2005 (April 5) - Best of Memphis Minnie
- 2008 (April 29) - Hoodoo Lady
- 2008 (June 2) - Columbia Original Masters